# أندريس تيلو
أندريس تيلو (بالإسبانية: Andrés Tello) هو لاعب كرة قدم كولومبي في مركز الوسط، ولد في 6 سبتمبر 1996 في ميديلين في كولومبيا. شارك مع منتخب كولومبيا تحت 20 سنة لكرة القدم. أما مع النوادي، فقد لعب مع نادي إمبولي ونادي كالياري ويوفنتوس.

## وصلات خارجية
- أندريس تيلو على موقع الاتحاد الأوربي (الإنجليزية)
- أندريس تيلو على موقع قاعدة بيانات كرة القدم.إي يو (الإنجليزية)
- أندريس تيلو على موقع Soccerway.com (الإنجليزية)
- أندريس تيلو على موقع AS.com (الإسبانية)